# Ylä-Pulmankijärvi
Ylä-Pulmankijärvi eller Puolbmakkeäsjavri är en sjö i Finland. Den ligger i kommunen Utsjoki i landskapet Lappland, i den norra delen av landet, 1 100 km norr om huvudstaden Helsingfors. Ylä-Pulmankijärvi ligger 247,7 meter över havet. Omgivningarna runt Ylä-Pulmankijärvi är i huvudsak ett öppet busklandskap. Arean är 70,5 hektar och strandlinjen är 6,08 kilometer lång. Sjön  ingår i Tana älvs huvudavrinningsområde. 